# إينتيكافير
إينتيكافير (بالإنجليزية: Entecavir)‏ ويُدعى اختصارًا ETV، ويباع تحت العلامة التجارية باراكلود (Baraclude)، هُو دَواء مضاد فيروسات يُستخدم في عِلاج عَدوى فيروس التهاب الكبد ب (HBV).
```
وتُستخدَم 
الأدوية المضادة للفيروسات القهقرية
 لَدى المُصابين بِفايروس نَقص المناعة البشرية/
الإيدز
.
[
1
]
 ويُؤخذ عَن طريق 
الفم
 كأقراص أو مَحلول.
[
1
]
```

تَشمل الآثار الجانبية الشائِعة الصداع، والغثيان، وفرط سكر الدم، وانخِفاض وظائف الكِلى. وتَشمل الآثار الجانبية الشديدة تضخم الكبد وحَماض لَبني والتهاب الكبد إذا تَوقف الدواء. في حين أنه لا يوجد أي ضَرر مِن استخدامِه أثناء فَترة الحمل، لكن هذا الاستخدام لَم يُدرس بِشكل كافي وَجَيد. إنتيكافير ينتمي إلى عائِلة نوكليوزيد مثبط المنتسخة العكسية (NRTIs) مِن الأدوية. وَهو يُوفر الوِقاية مِن فيروس التهاب الكبد ب عَن طَريق مَنع المنتسخة العكسية.
تَمَّت المُوافَقة عَلى استِخدامه الطِّبي في عام 2005. وهُو مُدرج في قائمة الأدوية الأساسية النموذجية لمنظمة الصحة العالمية، وهي الأدوية الأكثر فَعالية وأمنًا في نظام الرعاية الصحية. في الولايات المتحدة اعتُبِر مِن عام 2015 بأنه لا يتوفر كدواء مكافئ. حيث يبلغ سعر الجُملة منه حوالي 392 دولار أمريكي وتَمَّ التوريد مِن عام 2016 إلى الولايات المتحدة.

## الاستخدامات الطبية
يُستخدم إينتيكافير أساسًا لِعلاج فيروس التهاب الكبد ب لَدى البالغين والأطفال مِن عُمر سنَتين فما فوق. كما أنه يُستخدم لِمنع عَدوى فيروس التهاب الكبد ب بَعد زراعة الكبد وعِلاج مَرضى فيروس نقص المناعة البشرية المُصابين بفيروس التهاب الكبد ب. ويُعتَبر إينتيكافير ضَعيف النَّشاط ضِدَّ فَيروس نَقص المَناعة البَشرية، ولا يُنصح بإستخدامه لِلمرضى المُصابين بِفيروس نَقص المَناعة البَشرية HIV-HBV بِدون نِظام خاص لِمكافحة فيروس نَقص المَناعة البَشرية وقَد يُختار لِمقاومة اللاميفودين والإمتريسيتابين في فيروس نَقص المناعة البَشرية.
بالإضافة إلى أنّه قَد تَمَّ دِراسة فَعالية إينتيكافير في العَديد من التجارب العَشوائية، مُزدوج التعمية، ومُتعدد المراكز. حَيث يُعطى عن طريق الفم وهو علاج فَعال وجَيد التَّحمل.

### الحمل والرضاعة الطبيعية
يُعتبر إينتيكافير الفئة C في الولايات المتحدة، وللِآن لا توجد دِراسات كافِية ومُسيطر عَليها بِشكل جيد في موضوع النساء الحوامل.

## آثار جانبية
مُعظم الناس الذين يَستخدمون إينتيكافير لَديهم القَليل مِن الآثار الجانبية. وتشمل الصداع، والتعب، والدوخة، والغثيان وهي الأكثر شيوعًا. أمّا الآثار الأقل شيوعًا فَتشمل الأرق وأعراض الجهاز الهضمي مثل حموضة المعدة والإسهال والقيء.
وتَشمل الآثار الجانبية الخطيرة: الحِماض اللَّبني وتسمم الكبد وتضخم الكبد والتنكس الدهني.
الاختبارات المخبرية قَد تُظهر زيادة في ناقلة أمين الألانين(ALT)، بول دموي، بيلة سكرية، وزيادَة في الليباز. ويوصى بالفَحص الدَّوري لِوظائف الكبد وأمراض الدم.

## آلية العمل
إنتيكافير هُو مضاهئ النوكليوزيد، أو على وجه التحديد، مضاهئ ديوكسي جوانوزين الذي يَنتمي إلى فِئة مِن النوكليوزيدات الكربونية الحَلقية ويُمنَع المنتسخة العكسية، وتضاعف الحمض النووي الريبوزي منقوص الأكسجين والنسخ في عملية تنسخ الفيروس. ويَشمل مُضاهئ النوكليوزيد والنوكليوتيد الأخرى التي تتضمن لاميفودين، تيلبيفودين، أديفوفير ديبيفوكسيل، وتينوفوفير.
إنتيكافير يُقلل مِن كمية HBV في الدَّم عَن طريق الحَد مِن قُدرته عَلى مُضاعفة وعدوى خلايا جَديدة.

## الإعطاء
إنتيكافير يُؤخذ عَن طَريق الفم على شكل أقراص أو محلول. وتَعتَمد الجُرعات عَلى وَزن الشَّخص. ويوصى بِه كَمحلول لِلأطفال فَوق سن الثانية التي تصل أوزانهم إلى 30 كجم. ويُنصح بأخذه أيضًا على معدة فارغة عَلى الأقل ساعتين قَبل أو بَعد وَجبة في نَفس المَوعد كل يوم. لا يُعطى للأطفال الذين تَقِل أعمارُهم عَن سنتين. ويُوصى به أيضًا لِلأشخاص الذين يُعانون من انخفاض وظائف الكلى.

## التاريخ
- عام 1992: تحت الجلد-34676 في سكويب كجزء من بَرنامج فيروس مُكافحة الهربس.[20]
- عام 1997: بكالوريوس في العلوم الطبية 200475 التي وُضعت في مَعهد البحوث الصيدلانية كمضاهئ نوكليوزيد المضاد للفيروسات à في النشاط ضد فيروس التهاب الكبد ب، التهاب الدماغ الوليدي بالفيروس الهربسي -1، الفيروس البشري المضخم للخلايا، فيروس النطاق الحماقي في خطوط الخلايا أو النشاط القليل ضد فيروس نقص المناعة البشرية أو الأنفلونزا.[21]
- لوحظ النشاط المُتفوق ضِد فَيروس التهاب الكبد ب، ما دفع البُحوث بالتوجه نحو BMS 200475، المضاهئ القاعدية والمصاوغ المرآتي ضد فيروس التهاب الكبد ب في HepG2.2.15 خط الخلية.[21]
- مقارنة مع غيره من NAs، أثبت بأنه من المثبطات الأكثر انتقائية وقوة ضد فيروس التهاب الكبد ب بحكم كونه غوانين.[22]
- عام 1998: تم تثبيط بوليمرات هيبادنافيرال في المختبر بالمقارنة مع عدد من NAs-TP.[23]
- أظهرت الدراسات الأيضية فسفتة أكثر فَعالية لشكل ثلاثي الفسفات النشط.[24]
- 3 سنوات من العلاج من نموذج إحصار القلب التام لفعالية مضادات الفيروسات المُستمرة.[25]
- فعالية #LVD مقاومة فيروس التهاب الكبد ب في المختبر.[26]
- نشاط متفوق مقارنة مع LVD في الجسم الحيّ لكل من المستضد المحفظي لالتهاب الكبد «ب» الموجب والسالب للمرضى.[27][28]
- الفعالية في LVD الحرارية وإحصار القلب التام لِلمرضى.[29]
- تَمت الموافقة على استِخدام إينتيكافير مِن قبل إدارة الغذاء والدواء الامريكية في مارس 2005.

### معلومات براءة الاختراع
بريستول ماير سكويب هوَ صاحب براءة الاختراع الأصلي لباراكلود، تحت اسم العلامة التجارية إينتيكافير في الولايات المتحدة وكندا. وانتهت صلاحية براءة اختراع باراكلود في عام 2015. وفي 26 أغسطس 2014، حَصلت صناعات تيفا الصيدلانية على موافقة إدارة الغذاء والدواء لباراكلود بقدر 0.5 ملغ و 1 ملغ قرص؛ وتلقت مختبرات هيتيرو الموافقة في 21 أغسطس 2015، و أوروبيندو فارما في 26 أغسطس 2015.

## روابط خارجية
- PubMed Health page on Entecavir
- Baraclude U.S. website